# Хаскінд Макс Данилович
Макс Данилович Хаскінд (3 березня 1913, Новий Буг Херсонської губернії (нині місто в складі Миколаївської області) — 17 травня 1963, Одеса) — фізик, доктор фізико-математичних наук, професор, радянський вчений у галузі гідродинаміки, хитавиці суден, теорії хвиль, теоретичної фізики. Лауреат премії ім. О. М. Крилова.

## Біографія
Макс Данилович Хаскінд народився 3 березня 1913 року в сім'ї робітника хлібопекарні. У 1930 році закінчив сільську семирічну школу. У 1930—1932 рр. навчається у ФЗУ, а потім працює ливарником-формувальником на миколаївському заводі «Плуг і молот» (зараз завод «Дормашина»).
Закінчивши з відзнакою фізико-математичний факультет Одеського державного університету (1937 р)., викладає фізику в Миколаївському педагогічному інституті (1937 р.), потім викладає гідродинаміку в Миколаївському кораблебудівному інституті (1938—1941 рр.). У 1940 році М. Д. Хаскінд починає працювати над кандидатською дисертацією під керівництвом відомого вченого в галузі гідромеханіки Л. І. Сєдова, яку блискуче захищає в лютому 1944 року в МДУ імені М. В. Ломоносова. У грудні 1941 року мобілізований до Червоної Армії. До жовтня 1943 року проходив службу на Південному фронті, був командиром вогневого взводу 435-го винищувально-протитанкового артилерійського полку 8-ї бригади резерву головного командування. У 1943—1950 рр. працює в Центральному аерогідродинамічному інституті імені професора М. Є. Жуковського (ЦАГІ) старшим інженером, начальником наукової групи, начальником відділу. У 1950 році повертається до Миколаєва і працює в Миколаївському педагогічному інституті доцентом кафедри фізики, а з 1951 року — завідувачем кафедри фізики. Протягом чотирьох років М. Д. Хаскінд викладає курси загальної та теоретичної фізики на високому науковому рівні, активізує наукову роботу членів кафедри, студентських наукових гуртків при кафедрі. Помер в Одесі 17 травня 1963 року.

## Наукова діяльність
Наукові інтереси пов'язані з теорією хвиль, гідромеханікою хитавиці і хвильового опору суден. З кінця 1930-х років займався питаннями теорії хитавиці корабля на хвилюванні. Істотно удосконалив теорію хитавиці, розроблену О. М. Криловим. Є творцем гідродинамічної теорії хитавиці суден, яка отримала визнання у всьому світі і відкрила шлях до вирішення ряду складних задач гідромеханіки суден. Один з засновників теоретичних основ гідродинаміки суден з динамічними принципами підтримки. Розвинув положення теорії глісирування, дослідження нестаціонарних рухів тіл у рідині. Провів дослідження вібрації крила в дозвуковому потоці газу (1947 р.). Член Комісії з акустики АН СРСР.